# Резолюция Генеральной Ассамблеи ООН 2758
Резолюция Генеральной Ассамблеи ООН 2758 (XXVI) «Восстановление законных прав Китайской Народной Республики в Организации Объединённых Наций» была принята 25 октября 1971 года . В соответствии с этой Резолюцией, право представительства Китая перешло от  Китайской Республики к  Китайской Народной Республике, включая место постоянного члена Совета Безопасности ООН.
После гражданской войны 1949 года Китайская Республика сохранила контроль только над Тайванем, тогда как остальная территория Китая стала Китайской Народной Республикой (основана 1 октября 1949 года).

## Текст резолюции
Текст резолюции на русском языке гласит:

2758 (XXVI) Восстановление законных прав Китайской Народной Республики в Организации Объединенных Наций
Генеральная Ассамблея,
напоминая о принципах Устава Организации Объединенных Наций,
считая, что восстановление законных прав Китайской Народной
Республики является необходимым как для соблюдения Устава
Организации Объединенных Наций, так и для дела, которому призвана
служить Организация в соответствии с Уставом,
признавая, что представители правительства Китайской Народной
Республики являются единственными законными представителями Китая
в Организации Объединенных Наций и что Китайская Народная
Республика является одним из пяти постоянных членов Совета
Безопасности,
постановляет восстановить Китайскую Народную Республику во
всех ее правах и признать представителей ее правительства
единственными законными представителями Китая в Организации
Объединенных Наций, а также немедленно лишить представителей Чан
Кай-ши места, которое они незаконно занимают в Организации
Объединенных Наций и во всех связанных с ней учреждениях.
1976-е пленарное заседание,

25 октября 1971 года.

## Голосование
| За | Воздержались | Против | Не голосовали                               |
| --- | --- | --- | ------------------------------------------- |
| 1. Австрия 2. Албания 3. Алжир 4. Афганистан 5. Бельгия 6. Бирма 7. Болгария 8. Ботсвана 9. Белорусская ССР 10. Бурунди 11. Бутан 12. Великобритания 13. Венгрия 14. Гайана 15. Гана 16. Гвинея 17. Дания 18. Египет 19. Замбия 20. Израиль 21. Индия 22. Ирак 23. Иран 24. Ирландия 25. Исландия 26. Италия 27. Камерун 28. Канада 29. Кения 30. Республика Конго 31. Куба 32. Кувейт 33. Лаос 34. Ливия 35. Мавритания 36. Малайзия 37. Мали 38. Марокко 39. Мексика 40. Монголия 41. Южный Йемен 42. Непал 43. Нигерия 44. Нидерланды 45. Норвегия 46. Пакистан 47. Перу 48. Польша 49. Португалия 50. Руанда 51. Румыния 52. Северный Йемен 53. Сенегал 54. Сингапур 55. Сирия 56. Сомали 57. СССР 58. Судан 59. Сьерра-Леоне 60. Танзания 61. Того 62. Тринидад и Тобаго 63. Тунис 64. Турция 65. Уганда 66. Украинская ССР 67. Финляндия 68. Франция 69. Цейлон 70. Чехословакия 71. Чили 72. Швеция 73. Эквадор 74. Экваториальная Гвинея 75. Эфиопия 76. Югославия | 1. Аргентина 2. Барбадос 3. Бахрейн 4. Греция 5. Индонезия 6. Иордания 7. Испания 8. Катар 9. Кипр 10. Колумбия 11. Ливан 12. Люксембург 13. Маврикий 14. Панама 15. Таиланд 16. Фиджи 17. Ямайка | 1. Австралия 2. Боливия 3. Бразилия 4. Венесуэла 5. Верхняя Вольта 6. Габон 7. Гаити 8. Гамбия 9. Гватемала 10. Гондурас 11. Доминиканская Республика 12. ДРК 13. Коста-Рика 14. Кот-д’Ивуар 15. Камбоджа 16. Лесото 17. Либерия 18. Мадагаскар 19. Малави 20. Мальта 21. Нигер 22. Никарагуа 23. Новая Зеландия 24. Парагвай 25. Республика Дагомея 26. Сальвадор 27. Саудовская Аравия 28. Свазиленд 29. США 30. Уругвай 31. Филиппины 32. ЦАР 33. Чад 34. ЮАР 35. Япония | 1. Китайская Республика 2. Мальдивы 3. Оман |